# Österreichische Blasmusikjugend
Die Österreichische Blasmusikjugend (ÖBJ) ist ein Teil des Österreichischen Blasmusikverbandes (ÖBV) und eine der größten ehrenamtlichen Jugendorganisationen in Österreich. Sie hat über 80.000 Mitglieder, ihr gehören alle unter 30-jährigen in Ausbildung stehenden und aktiven Musiker der 2.180 österreichischen Musikkapellen an. Dazu kommen noch etwa 6.000 Jugendliche, die in den mit Partnerschaftsverträgen angeschlossenen Verbänden in Liechtenstein und Südtirol organisiert und in die Österreichische Blasmusikjugend integriert sind.
Neben der fachlichen Förderung auf musikalisch-künstlerischem, pädagogischem und organisatorischem Gebiet vertritt die Österreichische Blasmusikjugend als vom Bundesministerium für Wirtschaft, Familie und Jugend anerkannte und geförderte Jugendorganisation die Interessen der Mitglieder auch in der Bundesjugendvertretung, die als gesetzliche Interessensvertretung der Kinder und Jugendlichen Österreichs fungiert.

## Zweck und Ziele

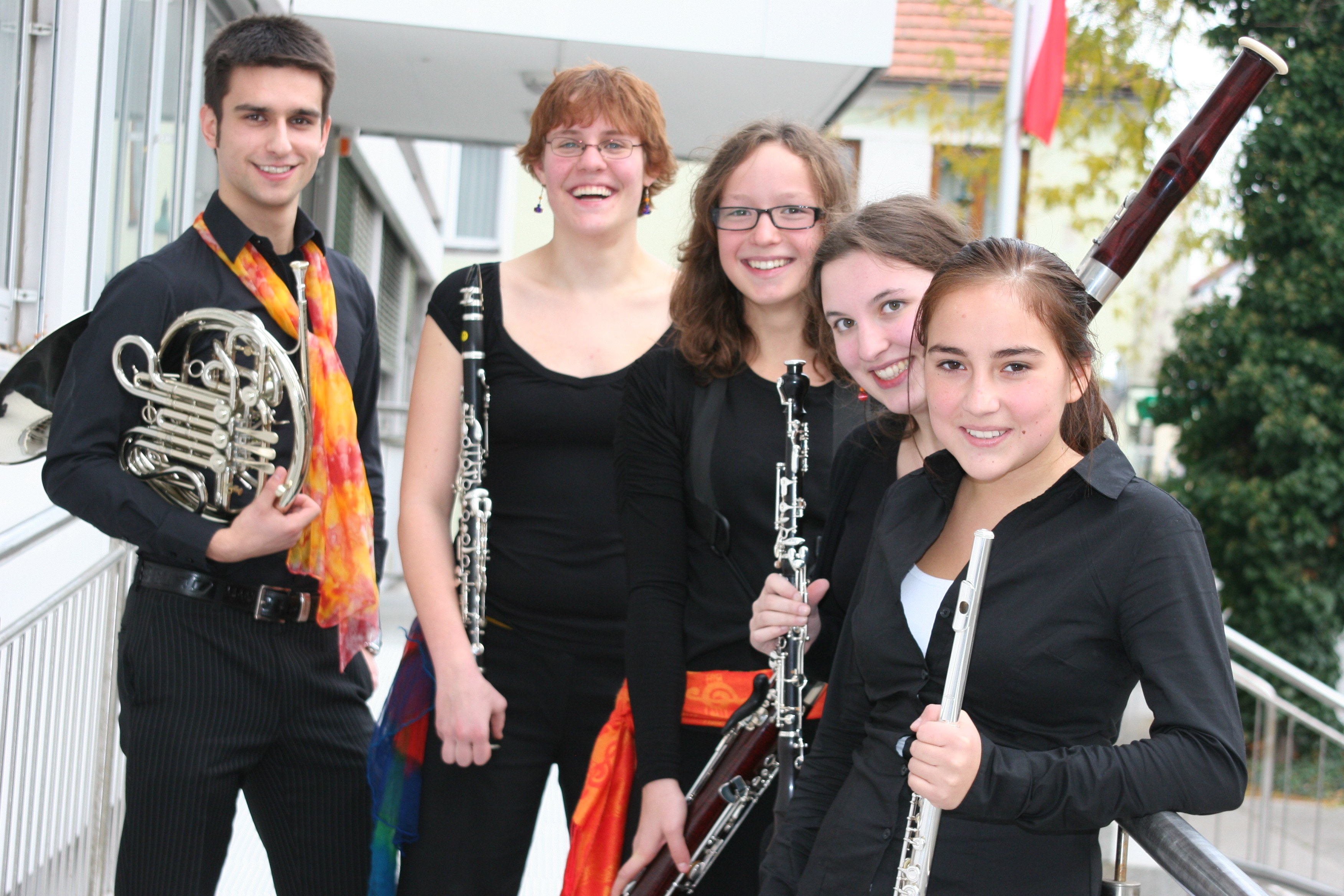
Bläserquintett aus Wien

Zweck der Österreichischen Blasmusikjugend ist der Zusammenschluss und die Förderung aller jungen Menschen bis zum vollendeten dreißigsten Lebensjahr, die in einem Blasorchester aktiv musizieren bzw. in Ausbildung stehen. Ihr Hauptziel ist die Förderung der Entwicklung der fachlich-musikalischen Fähigkeiten ihrer Mitglieder unter Berücksichtigung der Entwicklung von geistigen, sozialen und ethischen Kompetenzen.

## Geschichte
Die Österreichische Blasmusikjugend wurde im April 2004 vom Bund als Jugendorganisation anerkannt und zählt seitdem zu den größten Jugendorganisationen Österreichs. Durch die mit der Anerkennung als Jugendorganisation verbundenen Basis- und Projektfördermittel wurde vieles möglich, für das früher das Geld gefehlt hatte. Im September 2004 eröffnete die Bundesgeschäftsstelle in Spittal/Drau (Kärnten). Verschiedenste neue Projekte wurden kreiert und schon bestehende weiterentwickelt.

## Projekte der Österreichischen Blasmusikjugend

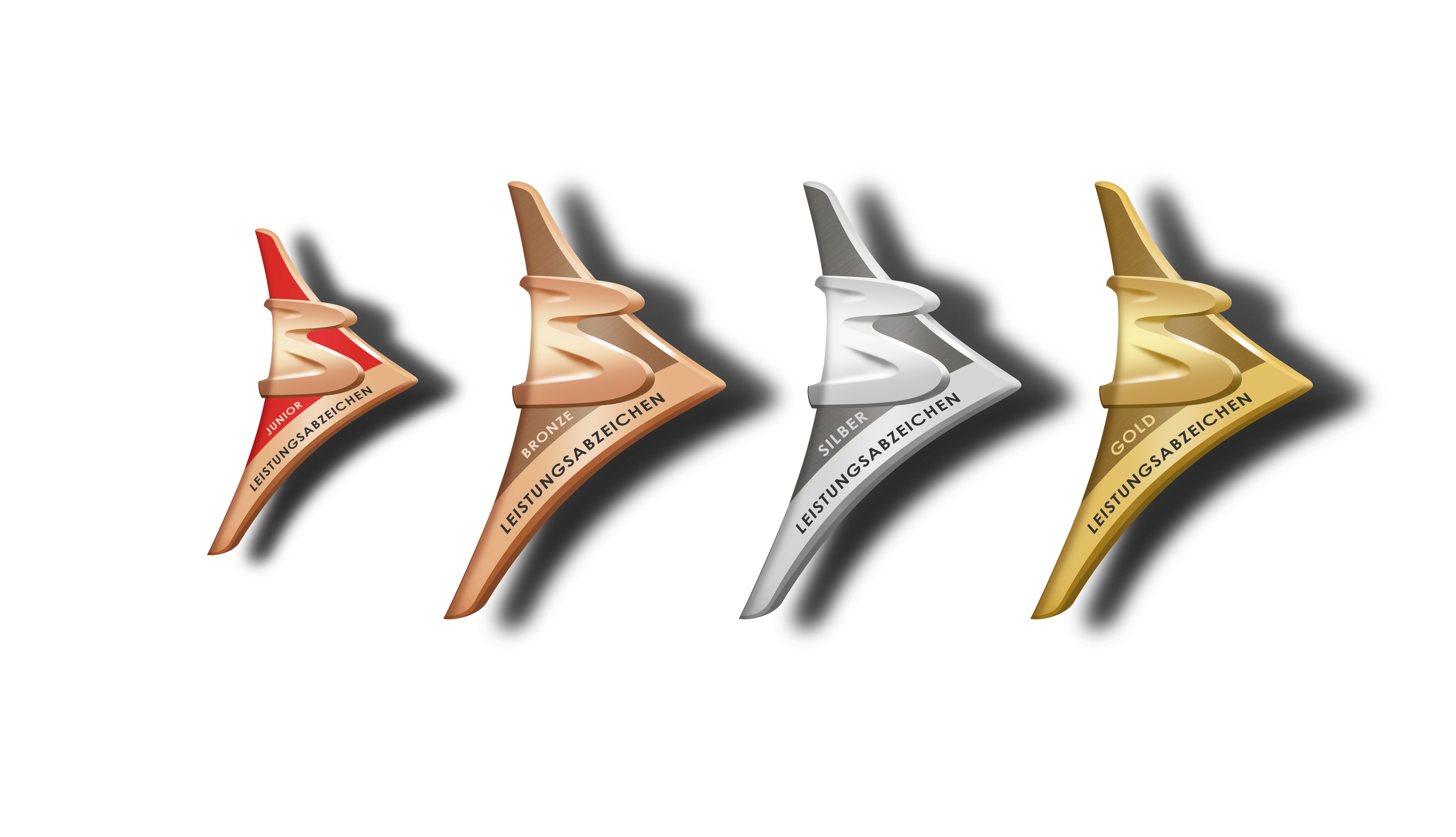
Leistungsabzeichen Junior, Bronze, Silber und Gold

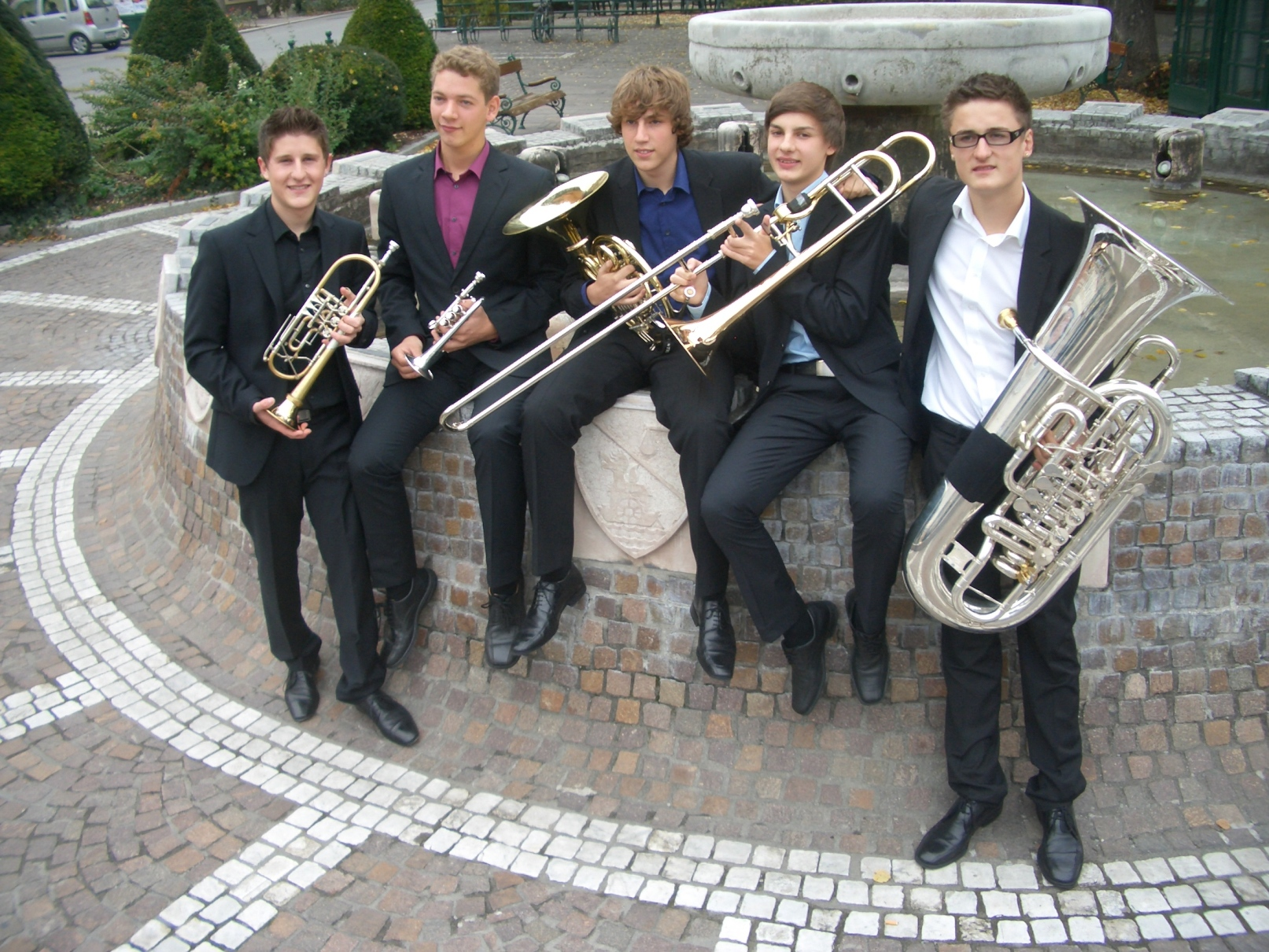
Brass Boys, Sieger des Bundeswettbewerbs Musik in kleinen Gruppen 2010

### Leistungsabzeichen
Das Leistungsabzeichen des ÖBV dient zur Hebung des musikalischen Ausbildungsstandes und als Anreiz zum eifrigen Musizieren in der Ausbildungszeit. Zur Prüfung zum Leistungsabzeichen kann man in den vier Stufen Junior, Bronze, Silber und Gold antreten. Der Prüfungsstoff setzt sich aus Theorie, Praxis und Gehörschulung zusammen. Bei den Prüfungen zum Leistungsabzeichen wird stark mit dem Musikschulwerk kooperiert.

### Ensemblewettbewerb „Musik in kleinen Gruppen“
Dieser Wettbewerb dient zur Förderung des instrumentalen Zusammenspiels in Kammermusikensembles (für Blas- und Schlaginstrumente) auf den drei Ebenen Bezirk, Land und Bund.
Dieser Wettbewerb dient ebenso der Hebung des Niveaus der Blasmusikkapellen. Jungmusikern soll damit auch die Möglichkeit der Beschäftigung mit historischer und zeitnaher Ensembles- und Kammermusik geboten werden.

### Österreichischer Jugend-Blasorchester-Wettbewerb
Beim Österreichischen Jugend-Blasorchester-Wettbewerb handelt es sich um einen Wettbewerb für vereinseigene sowie vereinsübergreifende Jugendblasorchester, (Musik)-Schulorchester und Auswahlorchester.

### Lehrgang für Jugendreferenten
Es handelt sich um eine Seminarreihe zum ausgebildeten Jugendreferenten mit einem umfangreichen Ausbildungsprogramm im pädagogischen, künstlerischen und organisatorischen Bereich.
Die Ausbildungsinhalte mit einem Ausmaß von 88 Einheiten reichen vom entwicklungspsychologischen Grundwissen über die rechtliche Situation der ehrenamtlichen Jugendarbeit und dem Leiten von Bläserensembles bis hin zur Erstellung eines Jahresprogramms.
Der Seminarabschluss erfolgt mittels einer schriftlichen Arbeit, wobei die besten Seminararbeiten prämiert und veröffentlicht werden. Das Jugendreferentenseminar entspricht den Kriterien der aufZAQ-Zertifizierung.

### Lehrgang für Jugendorchesterleiter
Ähnlich wie die Jugendreferentenseminare läuft die Fortbildung für Jugendorchesterleiter ab. Inhaltlich stehen vor allem Literaturfragen, Konzertmanagement sowie das pädagogische Arbeiten mit Kindern und Jugendlichen im Mittelpunkt. Das Jugendorchesterleiterseminar entspricht den Kriterien der aufZAQ-Zertifizierung.

### Bundesjugendbeirat
Der Bundesjugendbeirat der ÖBJ wurde 2015 erstmals ins Leben gerufen, um mit Musiker aus ganz Österreich die Basis betreffende Themen zu diskutieren und innovative Ideen für die Österreichische Blasmusikjugend zu erarbeiten. Er wird jedes Jahr neu zusammengestellt.

### Juventus Music Award
Die Österreichische Blasmusikjugend stiftet regelmäßig Würdigungspreise für besondere Leistungen. Ziel dieser Preise ist es, besonders würdigungsvolle Arbeit, die für das Blasmusikwesen geleistet worden ist, positiv nach außen zu tragen.
Als aktueller Würdigungspreis ist der „JUVENTUS MUSIC AWARD“ ausgeschrieben. JUVENTUS ist ein Würdigungspreis, der an besonders nachhaltige und musikalisch-gemeinschaftlich fördernde Projekte von der Österreichischen Blasmusikjugend vergeben wird.
Die Österreichische Blasmusikjugend stiftete in den vergangenen Jahren auch einen Pädagogischen Würdigungspreis.

### Musikprojekte
Die Österreichische Blasmusikjugend steht für viele Jugendmusikprojekte.
Das Kammermusikprojekt charakterisiert eine Plattform für herausragende Musiker der ÖBJ, die unter professioneller musikalischer Leitung Kammermusikliteratur erarbeiten.
ÖBJ4FUTURE – Musik im Zeichen des Klimawandels ist ein Kreativwettbewerb, wobei die „ÖBJ4Future Hymne an die Natur - Musik im Zeichen des Klimawandels“ gesucht wurde.

### Leitfaden für die Jugendarbeit
Der Bereich der Jugendarbeit stellt ein vielseitiges Aufgabengebiet dar. Auf Basis des Leitfadens für Jugendarbeit des Steierischen Blasmusikverbandes wurde ein Leitfaden mit Handlungsempfehlungen erstellt. Zudem gibt es mit ÖBJ-DURCHSTARTEN eine Jugendreferenten-Box für  ieJugendreferenten in Österreich, Liechtenstein und Südtirol.

### Musikvermittlung
Ein besonderes Anliegen der ÖBJ ist es, junge Musiker auf musikalisch-künstlerischer, pädagogischer und organisatorischer Ebene zu fördern. Dafür erarbeitet die ÖBJ regelmäßig unterschiedliche Materialien.